# 天主教巴東教區
天主教巴東教區（拉丁語：Dioecesis Padangensis）是印度尼西亞一個羅馬天主教教區，位於蘇門答臘島中部，包括西蘇門答臘省和廖內省大部、明古魯省和占碑省小部，屬棉蘭總教區。2004年有教友73,000人、21個堂區、46名司鐸。現任主教為瑪爾定．西圖莫朗。
1952年6月19日自巨港代牧區設監牧區。1961年1月3日升為教區。